# فیری گوردون
فیری گوردون (به انگلیسی: Fairey_Gordon) یک هواگرد ملخ‌پیشین تک‌موتوره از نوع بمب‌افکن سبک ساخت شرکت Fairey Aviation است. هواگرد فیری گوردون نخستین پروازش را در ۳ مارس ۱۹۳۱ میلادی انجام داد. در مجموع، تعداد ۱۸۶ فروند از این هواگرد ساخته شده‌است.